# Helga y Flora
Helga y Flora er en chilensk tv-serie fra 2020. Hovedrollerne spilles af henholdsvis Alejandro Sieveking (Mr. Raymond Gamper), Catalina Saavedra (Flora Gutiérrez) og Amalia Kassai (Helga Gunkel).